# Emma Tonegato
Emma Tonegato (20 de março de 1995) é uma ruguebolista de sevens australiana, campeã olímpica.

## Carreira
Tonegato integrou o elenco da Seleção Australiana Feminina de Rugby Sevens medalha de ouro nos Jogos Olímpicos Rio 2016, ela fez sete tries.